# Macchi M.20
Il Macchi M.20 era un monomotore biplano da addestramento prodotto dall'azienda aeronautica italiana Aeronautica Macchi tra la fine degli anni dieci e l'inizio degli anni venti del XX secolo.
Realizzato in piccola serie e destinato al mercato dell'aviazione civile venne sviluppato parallelamente al monoposto Macchi M.16 destinato all'aviazione da diporto.

## Storia del progetto
Al termine della prima guerra mondiale, venendo meno le esigenze di produzione, l'ufficio tecnico Macchi, allora affidato alla direzione dell'ingegnere Alessandro Tonini, iniziò lo sviluppo di due nuovi modelli da poter proporre al mercato dell'aviazione civile. I due velivoli leggeri, che assunsero la designazione M.16, quello destinato all'aviazione da diporto, ed M.20, predisposto per i doppi comandi ed utilizzabile per la formazione dei piloti, avevano una comune origine e mantenevano un'identica impostazione: monomotori con velatura biplana e carrello fisso.

## Tecnica
L'M.20 era un velivolo dall'impostazione classica, per la sua epoca: monomotore biposto con velatura biplana e carrello fisso.

## Utilizzatori
Italia
- Utilizzatori privati